# سیارک ۶۷۷۴
سیارک ۶۷۷۴ (به انگلیسی: 6774 Vladheinrich، نامگذاری:1988VH5) شش هزار و هفتصد و هفتاد و چهارمین سیارک کشف شده‌است که در ۴ نوامبر ۱۹۸۸ کشف شد.
قدر مطلق سیارک برابر ۱۳٫۹۰ است.